# Тарґовська-Воля
Тарґовська-Воля (пол. Targowska Wola, нім. Theerwischwolla) — село в Польщі, у гміні Дзьвежути Щиценського повіту Вармінсько-Мазурського воєводства.
Населення — 118 осіб (2011).

## Демографія
Демографічна структура станом на 31 березня 2011 року:
|          | Загалом | Допрацездатний вік | Працездатний вік | Постпрацездатний вік |
| -------- | ------- | ------------------ | ---------------- | -------------------- |
| Чоловіки | 65      | 20                 | 40               | 5                    |
| Жінки    | 53      | 9                  | 33               | 11                   |
| Разом    | 118     | 29                 | 73               | 16                   |